# Осака Марі
Осака Марі (нар. 3 квітня 1996, Осака, Японія) — колишня японська тенісистка.
Найвищу одиночну позицію світового рейтингу — 280 місце досягла 28 травня, 2018, парну — 907 місце — 17 квітня, 2017 року.
Завершила кар'єру 2021 року.

## Фінали ITF

### Одиночний розряд: 4 (4 поразки)
| Легенда         |
| --------------- |
| турніри $25,000 |
| турніри $10,000 |

| Фінали за покриттям |
| ------------------- |
| Тверде (0–2)        |
| Ґрунт (0–2)         |

| Результат | W–L | Дата     | Турнір                   | Рівень | Покриття | Суперниця        | Рахунок            |
| --------- | --- | -------- | ------------------------ | ------ | -------- | ---------------- | ------------------ |
| Поразка   | 0–1 | Вер 2012 | ITF Амелія, США          | 10,000 | Ґрунт    | Джеймі Лоеб      | 3–6, 5–7           |
| Поразка   | 0–2 | Тра 2017 | ITF Коян, Південна Корея | 25,000 | Тверде   | Пеангтарн Пліпич | 6–7(7–9), 0–6      |
| Поразка   | 0–3 | Лип 2017 | ITF Денен, Франція       | 25,000 | Ґрунт    | Ліна Джорческа   | 2–6, 7–5, 6–7(6–8) |
| Поразка   | 0–4 | Жов 2018 | ITF Флоренс, США         | 25,000 | Тверде   | Б'янка Андреєску | 4–6, 6–2, 3–6      |